# Bismarckturm (Bad Lauterberg)
Der Bismarckturm bei Bad Lauterberg im Mittelgebirge Harz ist ein 1904 erbauter Aussichtsturm auf der Grenze des Lauterberger Stadtgebiets zum gemeindefreien Gebiet Harz des Landkreises Göttingen (Niedersachsen). Er wurde zu Ehren des Reichskanzlers Otto von Bismarck (1815–1898) errichtet und gehört dem Harzklub-Zweigverein Bad Lauterberg.

## Geographische Lage
Der Bismarckturm befindet sich im Oberharz im Naturpark Harz. Er steht auf der Ostkuppe (ca. 535 m ü. NHN) des direkt nördlich der Kernstadt von Bad Lauterberg gelegenen Kummelbergs (Kummel; 536 m).

## Geschichte und Beschreibung
Initiator des Turmbaus war der Sanitätsrat August Tischmann, der den Vorsitz des im Jahr 1902 gegründeten Bauausschusses hatte. Die ersten Spenden wurden im November 1902 gesammelt, sodass die Bauarbeiten, die durch den Bad Lauterberger Maurermeister Walter Nagel durchgeführt wurden, schnell beginnen konnten. Die Grundsteinlegung fand am 10. April 1904 statt, die Einweihungsfeier am 19. Juli 1904. Am 17. Juli 2004 wurde das 100-jährige Jubiläum gefeiert.
Der etwa 15 m hohe Bismarckturm auf quadratischem Grundriss mit etwa 6 m Kantenlänge wurde aus Porphyr- und Ziegelsteinen errichtet. Ein in der Bronzegießerei von Gladenbeck in Berlin-Friedrichshagen gefertigtes Relief Bismarcks befindet sich in halber Höhe über dem Eingang des Turms. Auf dem Turmkopf befand sich eine Feuerschale, die 1987 entfernt wurde. Im Jahr 2000 wurde das Bauwerk zuletzt saniert, derzeit steht eine erneute Sanierung an.
Im Turm führen eine 60-stufige Steintreppe im Unter- und Mittelgeschoss und eine 11-stufige Eisenwendeltreppe im Obergeschoss zur etwa 4 m mal 4 m großen Aussichtsplattform auf rund 550 m ü. NHN. Während der Öffnungszeiten der nebenan stehenden Waldgaststätte Bismarckturm Bad Lauterberg (Kummelbaude) ist der Turm begehbar.

## Aussichtsmöglichkeit und Wandern

360-Grad-Panorama-Aussicht vom Bismarckturm auf die Odertalsperre und Bad Lauterberg

Von der Aussichtsplattform des Bismarckturms fällt der Blick zum Großen Knollen, zur Hanskühnenburg, nach Sankt Andreasberg, zum Brocken, zum Wurmberg, zur Odertalsperre und zum Ravensberg, nach Bad Lauterberg mitsamt den Ortsteilen Barbis, Bartolfelde und Osterhagen sowie in das südliche und südwestliche Harzvorland.
Der Turm ist als Nr. 115 in das System der Stempelstellen der Harzer Wandernadel einbezogen. Er steht am Harzer Baudensteig.

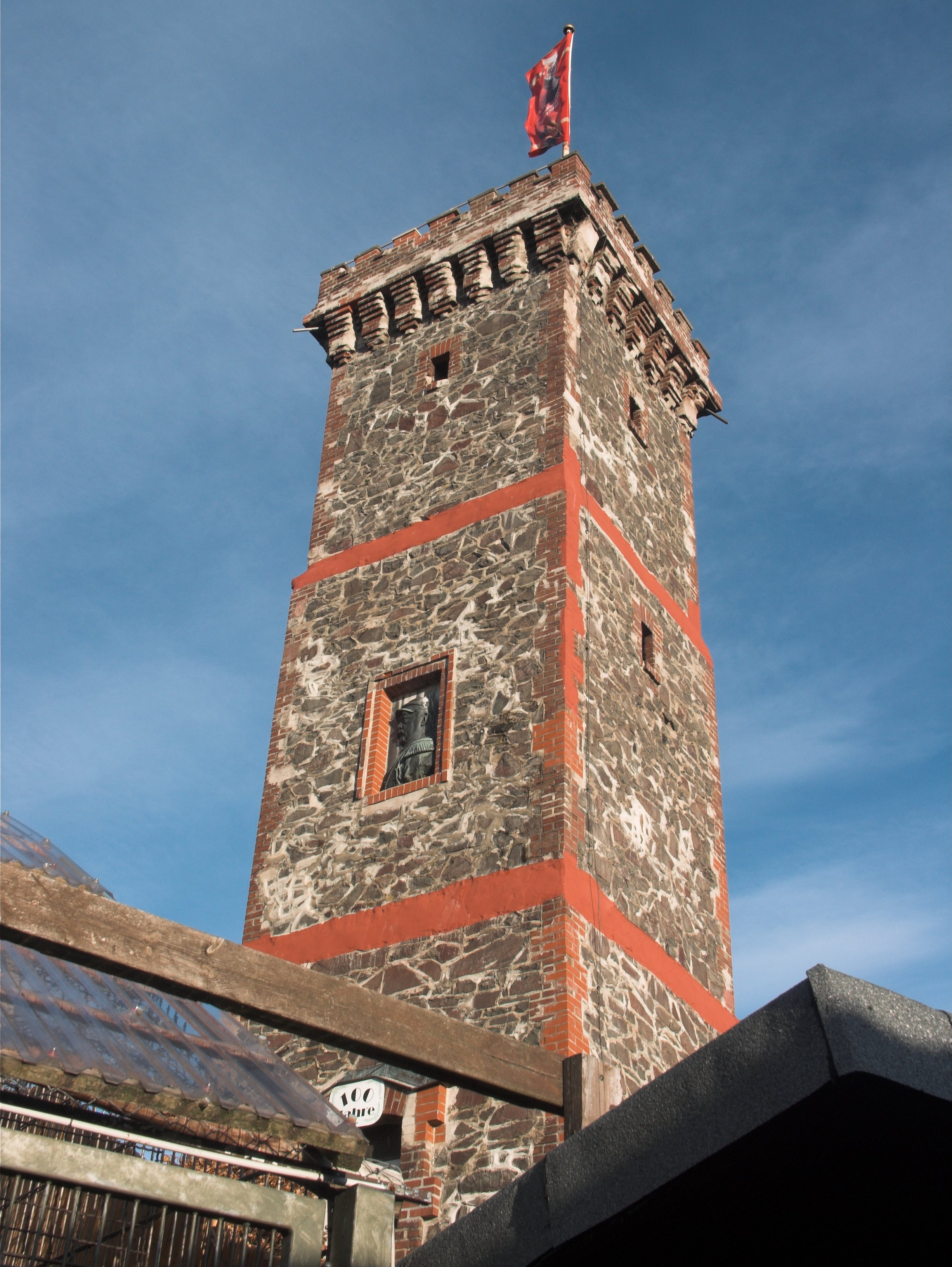
Südwestansicht
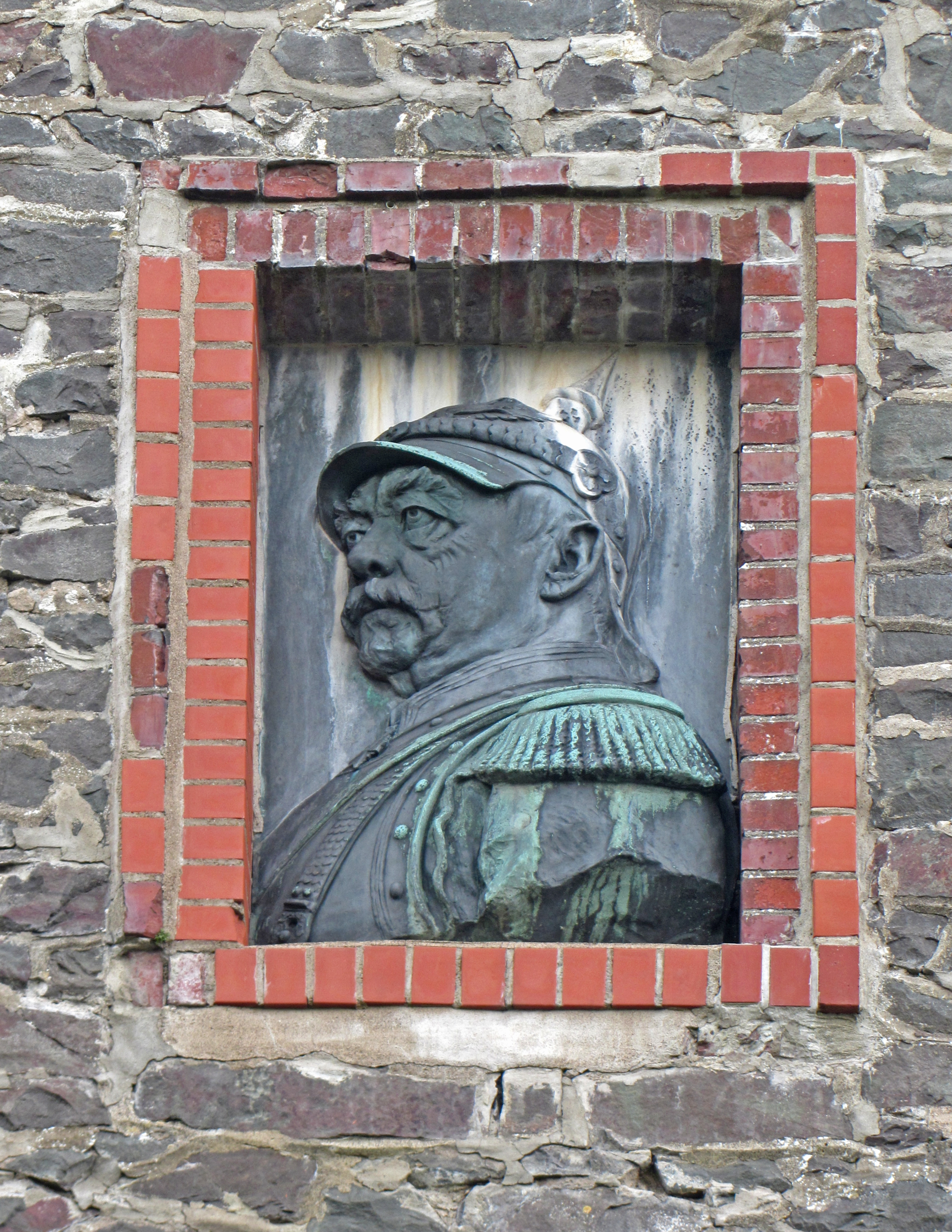
Bronzerelief am Turm
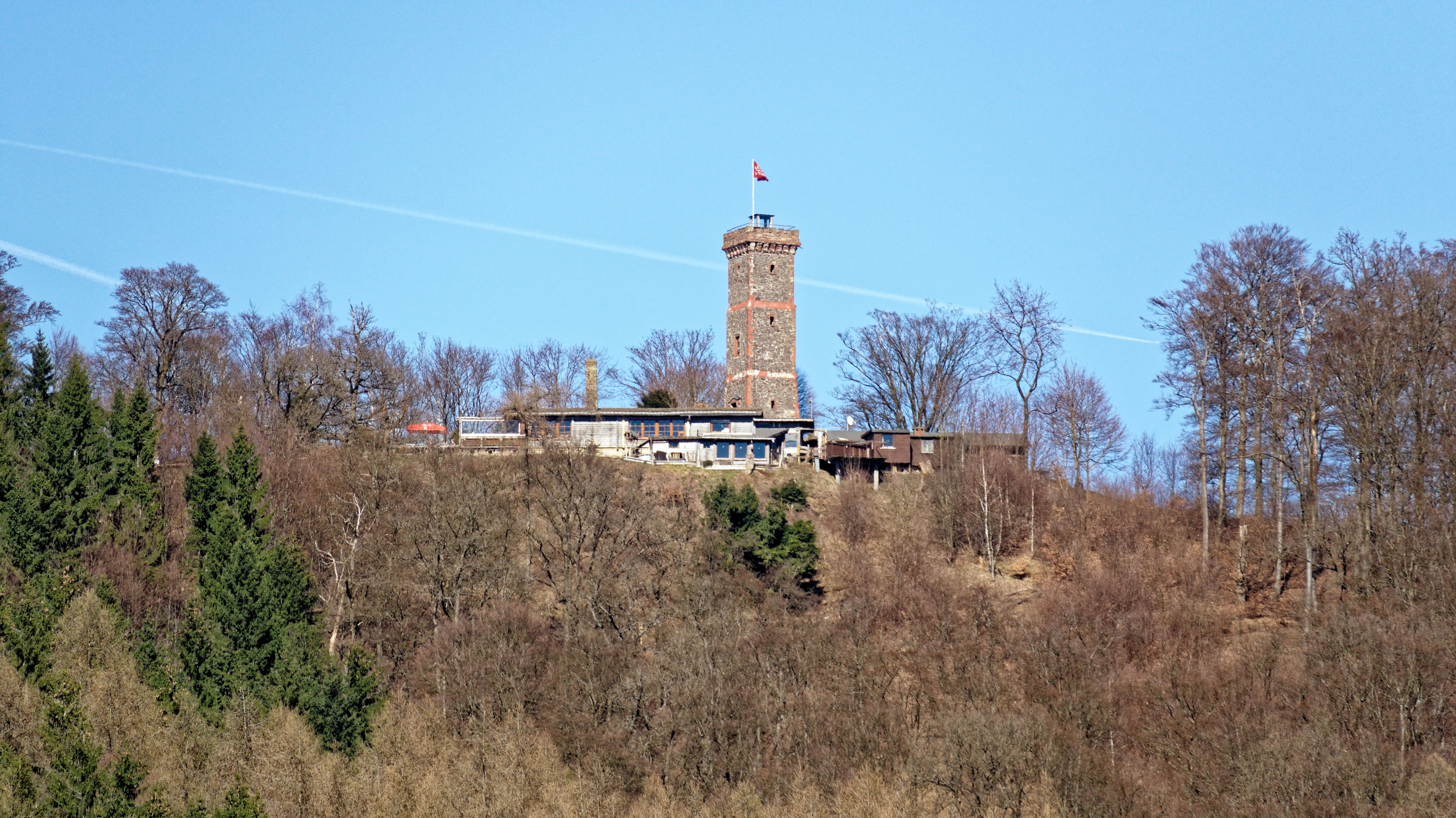
Blick zum Turm vom Hausberg
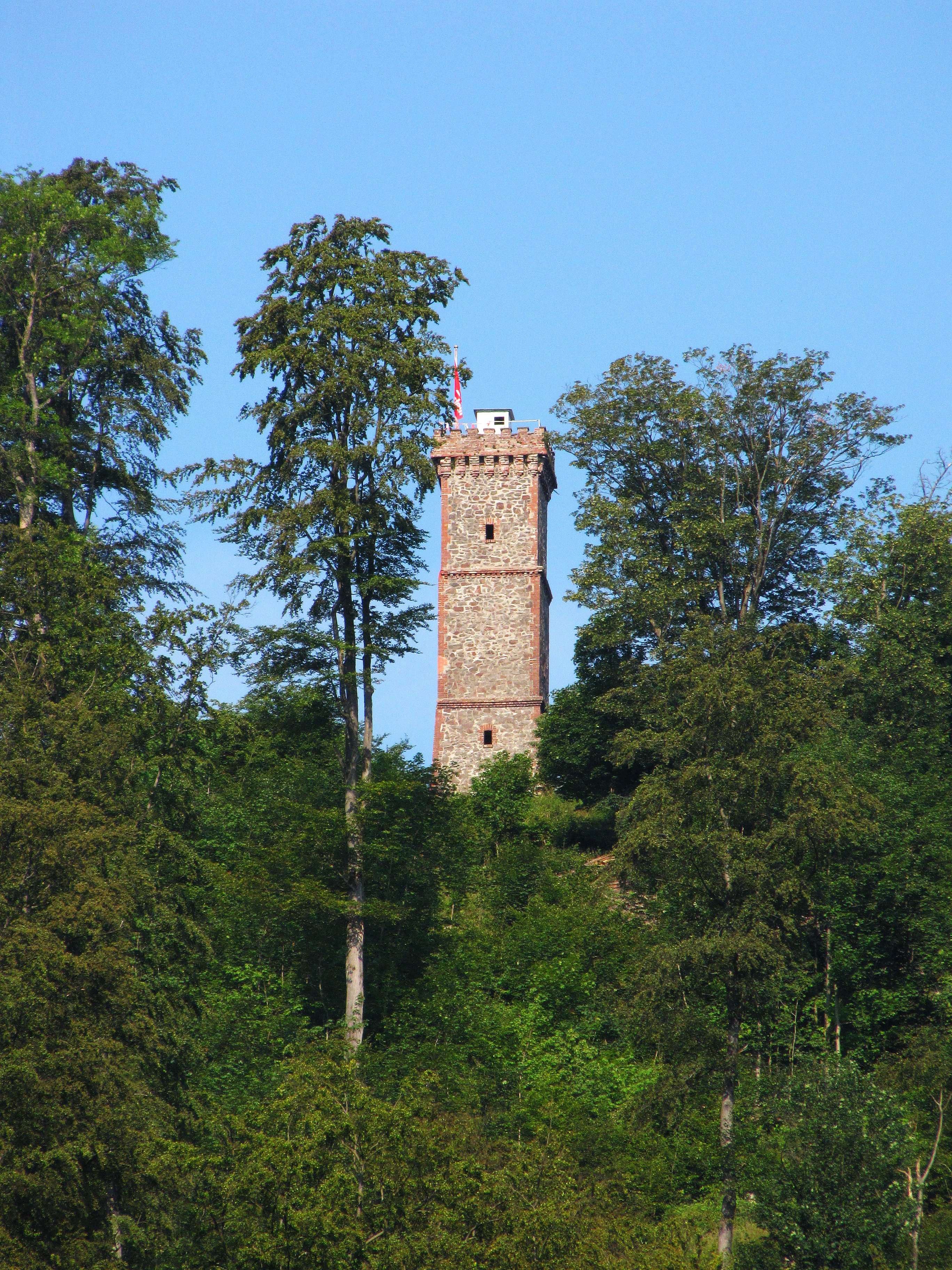
und vom Odertal